# Расселение башкир
Башкиры (баш. башҡорттар; самоназвание — башҡорт) — тюркский народ, коренное население Южного и частично Среднего Урала, Башкортостана и одноимённой исторической области.
Общая численность в мире около 2 миллионов человек. По данным Всероссийской переписи населения 2010 года, в Российской Федерации, проживает 1 584 554 башкира, из них 1 172 287 — в Республике Башкортостан. Традиционная религия — ислам суннитского толка.
Башкиры живут во всех субъектах Российской Федерации: в Республике Башкортостан, в Челябинской, Оренбургской, Курганской, Свердловской, Тюменской, Самарской и Саратовской областях, в Пермском крае, в Республике Татарстан, Республике Саха, Ханты-Мансийском и Ямало-Ненецком автономных округах и других, а также в государствах ближнего и дальнего зарубежья. На Южном и Среднем Урале, в Поволжье башкиры являются автохтонным населением.

## Расселение башкир в России

Ареал расселения башкир в Волго-Уральском регионе. По данным Всероссийской переписи населения 2010 года.

Помимо собственно Республики Башкортостан, башкиры также живут во всех субъектах Российской Федерации: в Челябинской, Оренбургской, Курганской, Свердловской, Тюменской, Самарской и Саратовской областях, в Пермском крае, в республике Татарстан, Ханты-Мансийском и Ямало-Ненецком автономных округах и др., а также в государствах ближнего и дальнего зарубежья.

### Башкиры Челябинской области
На территории Челябинской области проживает более 166 тысяч башкир. Башкирское население представлено в большинстве районов области. Компактные поселения башкир имеются в Аргаяшском (65 % населения), Кунашакском (47 % населения), Сосновском, Кусинском, Красноармейском, Нязепетровском, Октябрьском, Каслинском, Чебаркульском, Уйском, Кизильском, Агаповском, Ашинском, Кыштымском и некоторых других районах области. До Великой Отечественной войны на территории Челябинской области существовал Аргаяшский национальный округ. Башкиры Челябинской области говорят на различных говорах восточного диалекта башкирского языка.

### Башкиры Оренбургской области
Башкиры Оренбургской области считаются коренными её жителями. По данным переписи 1989 года башкиры проживают компактно в следующих районах — Красногвардейский (5378 человек), Гайский (2734 человек), Саракташский (1881 человек), Кувандыкский (1864 человека). В целом башкиры проживают во всех районах области, а также в городах — Оренбург (6211 человек), Орск (4521 человек), Медногорск (2839 человек), Гай (1965 человек) и пр. В Оренбурге расположен памятник истории и культуры башкирского народа Караван-сарай (Карауанhарай), сооруженный в 1838-44 годах по инициативе представителей башкирских родов под попечительством военного губернатора Василия Алексеевича Перовского.

### Башкиры Тюменской области
Башкиры в Тюменской области проживают главным образом в городах и поселках Ханты-Мансийского и Ямало-Ненецкого округов — Сургут, Нижневартовск, Лянтор, Салехард, Ноябрьск и т. д. Большая часть это семьи, прибывшие в связи с разработкой нефтяных месторождений области в 1970—1980-е годы, в основном выходцы из Башкортостана, Челябинской и Курганской областей. Меньшая часть башкирского населения составляют потомки высланных в 1930-е годы семей раскулаченных.
По состоянию на 2002 год в Тюменской области всего проживало 46 575 человек башкирской национальности.
За последние годы уменьшается число лиц, считающих родным башкирский язык: если в 1989 году их составляло 71,7 %, а в 2002 году — 57,4 %.

### Башкиры Пермского края
Башкирская родоплеменная организация Гайна в XIII веке занимала обширные территории по берегам Камы — от устья реки Сива до устья реки Очёр, а далее граница земель шла по реке Сылва до верхнего течения затем р. Иргинка выходила к верховьям реки Быстрый Танып.
После разгрома Казани царем Иваном Грозным в 1552 году, башкиры-гайнинцы в 1557 году приняли его подданство и получили от царя «владельную грамоту», по которой они оставались хозяевами земель между рек Кама, Сылва и Белая. Позднее они, как и остальные башкиры, были определены в военное сословие наподобие казачьего, платили небольшой общинный налог, ибо должны были охранять границу и участвовать в войнах, которые вела Россия. Когда установилась кантонная система, гайнинцы вошли в первый башкирский кантон. Самым знаменитым для них было участие в войне против Наполеона (Франции). 13 пермских башкир за боевые заслуги в войне были награждены серебряной медалью «В память войны 1812 года».
После принятия гайнинцами московского подданства, правительство начало проводить политику колонизации края. Сначала, согнав гайнинцев с коренных земель, построили Ново-Никольскую слободу, которая позднее превратилась в Осинскую крепость. в 1618 году Андрей Крылов строит дачу, которая потом превратилась в с. Крылово. В 1739 году у реки Шермейка генерал-аншеф Александр Глебов строит медеплавительный завод. Гайнинцы не раз поднимались для сохранения своих территории, но восстания жестоко подавлялись. Гайнинцы участвовали во всех башкирских восстаниях. По свидетельству Батырши, в период восстания 1735-40 гг. 400 гайнинских воинов уничтожили 1000-ную команду «вольницы» при 4 пушках и «только после перемирия отдали пушки». В период восстания 1755 г. на них возлагалась очень важная роль, но выступление башкир Гайны было в зародыше пресечено старшиной Туктамышем Ишбулатовым. Самым значительным восстанием было их участие в Пугачевском восстании 1773—1775 гг., где участвовало более 9000 гайнинцев. Они дали этой войне 9 полковников, 7 атаманов и 16 походных старшин. После этого их земли остались в пределах Гайнинской волости.
Среди гайнинцев того времени появились знаменитые люди. Это Исмаил Тасимов, по инициативе которого было открыто Первое горное училище, ныне Горный университет. Вторым ярким представителем края был Туктамыш Ижбулатов, который 20 лет был старшинной Гайнинской волости, депутатом Уложенной комиссии, составил наказ башкир в Уложенную комиссию и 3 раза выступил на заседаниях комиссии. Третьим представителем был Мансуров Мухамет-Гата-хазрет, депутат Государственной Думы, открывший прогрессивное медресе в с. Султанай.

### Башкиры Свердловской области
Башкиры Свердловской области, коренное население Урала, живут во всех городах и районах области. Основные места компактного проживания сельских башкир — Красноуфимский, Михайловский, Нижнесергинский, Артинский, Каменский районы юга области.
Территория современной Свердловской области был вотчиной родовых объединений башкир: упей — села Шакур и Акбаш (Нижнесергинский район), сызгы — села Сызги, Озерки, Юва, Усть-Бугалыш, Верхний Бугалыш, Новый Бугалыш и Средний Бугалыш (Красноуфимский район), кошсы — Арти-Шигири, Азигул, Битки (Артинский район), Уфа-Шигири, Урмикей (Нижнесергинский район), Усть-Баяк, Бишково, Рахмангул, Верх-Баяк (Красноуфимский район) и терсяк — село Аракай (Нижнесергинский район). С начала XVII века эти земли стали интенсивно заселяться башкирами-гайнинцами, которое было вызвано колонизацией русскими Башкирского Прикамья и потерей ими значительной части своих вотчинных земель между Камой и Сылвой. Особенно много гайнинцев переселилось в долину Уфы и Бисерти после подавления Крестьянской войны 1773—1775 годов.

### Башкиры Курганской области
Курганские башкиры — этнотерриториальная группа башкирского народа, компактно проживающая на западе Курганской области.
Общая численность по переписи 2002 года — 15470 человек. Расселены в основном в Альменевском, Сафакулевском, Щучанском районах области. Сельские советы(поселения) с преобладающим или значительным башкирским населением : Бороздинский,Танрыкуловский,Катайский,Юламановский в Альменевском районе,Камышинский ,Сулеймановский,Сарт Абдрашевский,Субботинский, Надеждинский,Яланский сельсоветы в Сафакулевском и Нифанский,Сухоборский и Тунгуйский сельсоветы в Щучанском районе. Абсолютное большинство курганских башкир — сельские жители. Верующие — мусульмане (сунниты).
Язык курганских башкир относится к ялано-катайскому подговору восточного диалекта башкирского языка. В подговоре немало русизмов. Большинство курганских башкир владеет также и русским языком.
Антропологические типы, распространённые среди курганских (ялано-катайских) башкир занимают промежуточное место между европеоидной и монголоидной большими расами (южносибирский, субуральский, памиро-ферганский, понтийский, светлый европеоидный)
Народная культура данной группы башкир характеризируется большой сохранностью многих элементов традиционной семейной обрядности, старинных образцов фольклора, народной одежды. Ещё не так давно, в 1960—1970-е годы, здесь можно было услышать такой песенный жанр как «сенляу» (плач).
В середине XX века в д. Большое Султаново проживала старейшая сказительница округи Бадерниса Афлятунова. Она по памяти исполняла различные жанры фольклора (иртэки, исторические песни, эпос).
Традиционный комплекс одежды курганских башкир весьма своеобразен. Характерными в традиционной одежде являются женские нагрудные украшения «яга», в комплексе с нагрудным «инhалек», головные покрывала «кушъяузык». В прошлом были также распространены такие головные уборы как «калябаш» — шлемообразный головной убор с широкой наспинной лопастью, спошь обшитый монетами. Такия — девичья шапочка, также украшенная монетами и кораллами. встречалось такое украшение — перевязь как «дауат», «амайзек», характерное для многих поволжских народов. для мужской одежды данного региона характерно сходство с основными регионами. Сорочка-рубаха имела отложной воротник. Рубаха часто украшалась тамбурной вышивкой. Свадебная рубаха «Селтэрлекульдэк» нередко украшалась вышивкой шелками. иногда бисером. Также украшался вышивкой жениховский пояс — бильмау. Среди мужских головных уборов распространены были в основном бурек, кулепаря, и тюбетейки.
Небольшая часть выходцев из курганских башкир являются ныне жителями городов Челябинск, Сургут, Екатеринбург, Курган,Шумиха , Тюмень. Некоторые семьи с 1960—1970-х годов (в результате миграций) проживают также в регионах Узбекистана и Казахстана.

### Башкиры Татарстана
Башкиры — коренной народ восточных районов Татарстана и издревле владели своими землями на основе вотчинного права. Башкирами было основано несколько десятков населённых пунктов, входивших в состав следующих башкирских поземельных волостей: Енейская, Байлярская, Булярская, Гарейская, Еланская, Иректинская, Киргизская, Сарайли-Минская и Юрмийская волости.
К началу XX в. башкиры проживали в Мензелинском уезде Уфимской губернии, Бугульминском уезде Самарской губернии, а также в южной части Елабужского и Сарапульского уездов Вятской губернии. Проводившиеся в Российской империи учёты населения зафиксировали несколько сотен сел с башкирским населением в этих уездах.
По первой переписи населения Российской империи 1897 г. на территории Мензелинского, Бугульминского, Елабужского, Сарапульского уездов проживало 166598 башкир (указавших в качестве своего родного языка башкирский). По Подворной переписи населения 1912—1913 гг только в Мензелинском уезде Уфимской губернии насчитывалось 154 324 башкир.
В 1920—1921 гг Мензелинский, Бугульминский, Сарапульский, Елабужский уезды были включены в состав новообразованной Татарской АССР.
По результатам Всесоюзной переписи в 1926 году численность башкир в Татарской АССР резко снизилась до 1752 человек. Причину этого современные исследователи находят в языковой и этнической ассимиляции, а также в искусственном изменении национальности, связанным с политикой государственно-административного аппарата ТАССР.
По данным Всероссийской переписи населения 2010 года численность башкир в Татарстане составляет 13 726 человек. Башкиры проживают во всех муниципальных районах и городах Татарстана.
В настоящее время в Республике Татарстан действует четыре национально-культурных автономии башкир. Своим появлением они обязаны башкирским культурным обществам, которые появились в республике в начале 90-х годов XX века. В 1992 году в Казани было образовано башкирское культурное общество «Башкорт йорто», а в Набережных Челнах — башкирское культурное общество «Юлдаш». Члены этих обществ представили башкир на Первом съезде народов Татарстана, проведённым мае 1992 года.
В марте 1998 года, на учредительной конференции, общество «Башкорт йорто» было преобразовано в Национально-культурную автономию башкиp города Казани. В 2000 году «Юлдаш» также был преобразован в Башкирскую Национально-культурную автономию «Шонкар» города Набережные Челны. В этом же году появилась и Башкирская Национально — культурная автономия «Урал» города Нижнекамска. По инициативе этих организаций в мае 2002 года был созван I курултай башкир Республики Татарстан, на котором создана четвёртая автономия — Национально-культурная автономия башкир Республики Татарстан.

### Башкиры Самарской области
Башкиры издревле проживали на территории области, что отмечал ещё Ибн Фадлан — арабский путешественник и писатель X века. Но из-за различных войн и других невзгод и приходилось не раз переселятся на Южный Урал и обратно. Башкирами были основаны деревни ныне расположенные на территориях Большечерниговского и Большеглушицкого районов Самарской области (ранее Имелеевская волость Самарской губернии). Самарские башкиры также известны как иргизские, так как большая часть их деревень расположены в долине реки Иргиз; саратовские башкиры, также известные как камеликские (по названию реки Камелик), известны с начала XVIII века. Предки самарских и саратовских башкир были выходцами с юго-востока Башкортостана; их потомки и по сей день говорят на южном диалекте башкирского языка.

### Башкиры Саратовской области
Башкирские населенные пункты на территории Саратовщины известны с начала XVIII века. Располагались они в долине реки Камелик, отчего их второе название камеликские башкиры. Эти населённые пункты вошли позже в состав Кузябаевской волости Самарской губернии. Ныне башкиры проживают в основном в Перелюбском (Кучумбетово, Байгундино, Кузябаево, Кунакбаево) и Пугачёвском (Бобров Гай (Ҡондоҙло), Максютово, Рахмановка) районах. Предки саратовских башкир, как и самарских, с юго-востока Башкортостана.

## Диаспоры башкир в мире
Башкиры проживают в Казахстане, Узбекистане, Кыргызстане, Белоруссии — 1,1 тыс. башкир (1999), Таджикистане — 0,9 тыс. (2000), Туркменистане — 4,7 тыс. (1989), на Украине — 4,2 тыс. (2001), Венгрии, Германии, Китае, Турции, Японии и в других странах.

### Башкиры в Казахстане
| 1939 | 1959 | 1970   | 1979   | 1989   | 2002   | 2009   | 2021   |
| ---- | ---- | ------ | ------ | ------ | ------ | ------ | ------ |
| 3450 | 8742 | 21 442 | 32 499 | 41 847 | 23 200 | 17 263 | 19 834 |

### Башкиры в Кыргызстане
| 1979 | 1989 | 1999 | 2009 |
| ---- | ---- | ---- | ---- |
| 3741 | 4026 | 2044 | 1111 |

### Башкиры в Узбекистане
| 1926 | 1939 | 1959   | 1970   | 1979   | 1989   | 2000 |
| ---- | ---- | ------ | ------ | ------ | ------ | ---- |
| 765  | 7516 | 13 500 | 20 760 | 25 879 | 34 771 | 3707 |